# Hurricane (álbum)
Hurricane es el décimo álbum de estudio de Grace Jones y el primero con nuevo material en diecinueve años.

## Información del álbum

### Creación
Jones había decidido no hacer otro álbum nuevo antes de reunirse con el productor musical Ivor Guest gracias a su amigo Philip Treacy. Después de conocer a Guest, Jones interpretó una canción en la que había estado trabajando. Jones terminó de agregar sus letras a "Devil in My Life" y grabó 23 canciones. Según Jones, algunos de estos temas formarán parte de su próximo álbum.
En septiembre de 2008 Guest anunció que Jones había completado la grabación del álbum. Otros participantes en el nuevo álbum fueron Sly and Robbie, Leopold Ross, Brian Eno, Bruce Woolley, Wally Badarou, Tricky, Wendy y Lisa, Uziah "Sticky" Thompson, Mikey "Mao" Chung, Barry Reynolds, John Justin, Martin Slattery, Philip Sheppard, Paulo Goude (hijo de Jones), Robert Logan, Don-E y Tony Allen.

## Lista de canciones
- Todas las canciones coescritas por Grace Jones. Otros escritores indicados a continuación.

| N.º | Título                        | Escritor(es)                            | Productor(es) | Duración |  |
| 1.  | «This Is»                     | Mark Van Eyck                           |               | 5:35     |  |
| 2.  | «Williams' Blood»             | Lisa Coleman, Wendy Melvoin             |               | 5:57     |  |
| 3.  | «Corporate Cannibal»          | Adam Green, Ivor Guest, Mark van Eyck   |               | 5:54     |  |
| 4.  | «I'm Crying (Mother's Tears)» | Ivor Guest                              |               | 4:31     |  |
| 5.  | «Well Well Well»              | Barry Reynolds                          |               | 3:51     |  |
| 6.  | «Hurricane»                   | Tricky                                  |               | 6:33     |  |
| 7.  | «Love You to Life»            | Mark van Eyck, Bruce Woolley            |               | 5:20     |  |
| 8.  | «Sunset Sunrise»              | Paulo Goude, Bruce Woolley              |               | 5:11     |  |
| 9.  | «Devil in My Life»            | Ivor Guest, Leopold Ross, Mark van Eyck |               | 5:48     |  |